# Antocha (Orimargula) brevicornis
Antocha (Orimargula) brevicornis is een tweevleugelige uit de familie steltmuggen (Limoniidae). De soort komt voor in het Afrotropisch gebied.